# U-Bahnhof Planetarium

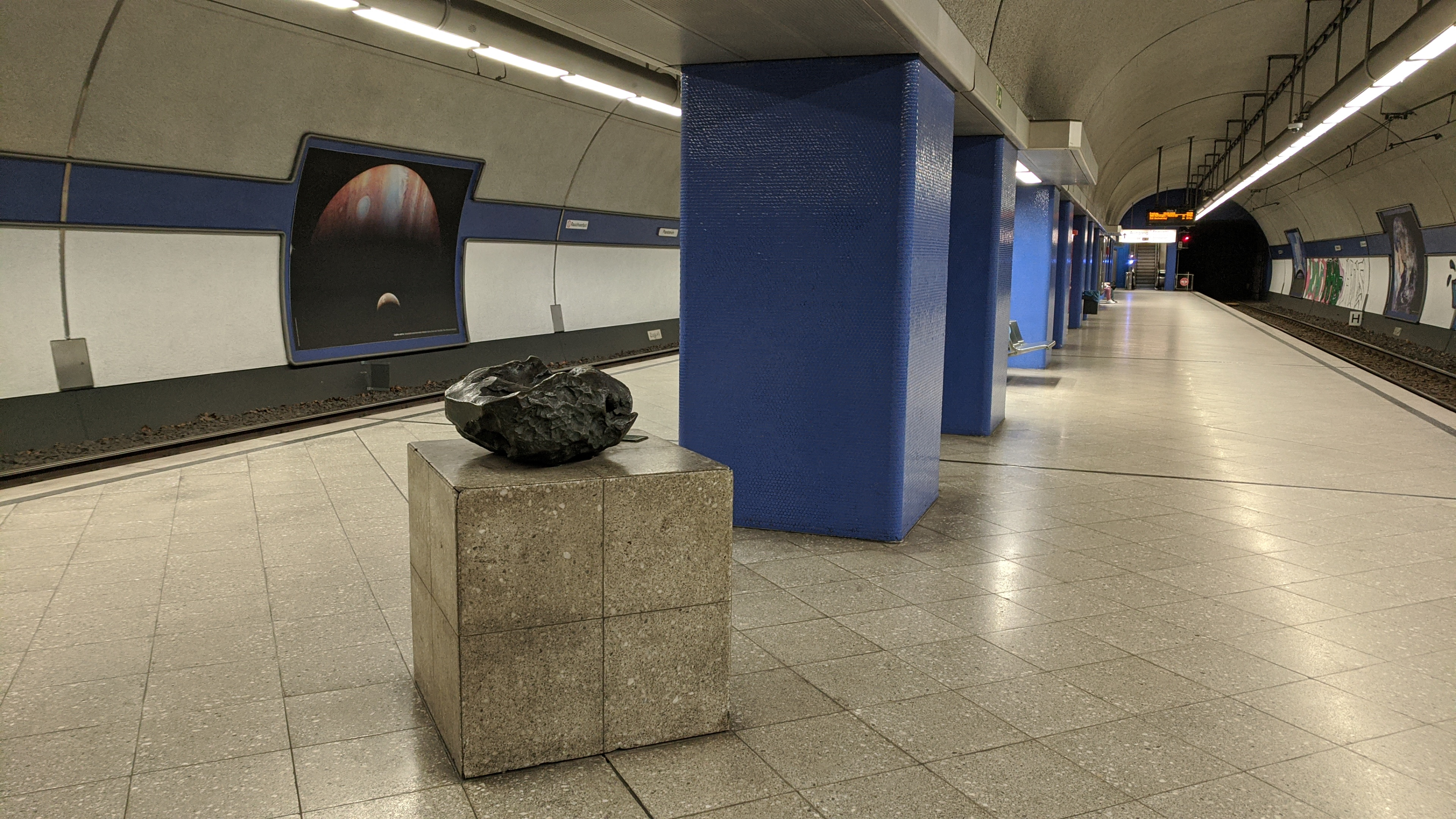
U-Bahnhof Planetarium mit Meteoritenabguss auf dem Bahnsteig

Der U-Bahnhof Planetarium ist eine Tunnelstation der Stadtbahn Bochum. Er befindet sich nahe dem Planetarium Bochum und der Hildegardis-Schule unterhalb der Castroper Straße. Er wird von den meterspurigen Linien 308, 316 und 318 bedient. Dort (oberhalb) besteht auch Anschluss an die Buslinien 336, 339 und 354. Seine Rohbaulänge betrug 794 Meter. Er wurde am 28. November 1981 eröffnet und verfügt über einen Mittelbahnsteig. In Richtung Stadt ist der nächste Haltepunkt der U-Bahnhof Bochum Hauptbahnhof.
An den Wänden der Bahnhofshalle befinden sich Bilder der zwölf Tierkreiszeichen nach Entwürfen von Heinz Schroeteler. Auf dem Bahnsteig ist ein Abguss eines Meteoriten aus Namibia ausgestellt, der sich im Original im Deutschen Bergbau-Museum Bochum befindet.
| Linie   | Verlauf | Takt (Mo–Fr)     |
| ------- | --- | ---------------- |
| 308 318 | Hauptlinienweg: Bochum-Gerthe Schürbankstraße – Gerthe Mitte – Heinrichstr. – Harpen – Vonovia Ruhrstadion – U Planetarium – U Bochum Hbf – U Bermuda3eck/Musikforum – U Schauspielhaus – Bergmannsheil – Weitmar – Linden Mitte – 308: – Linden Mitte – Hattingen-Winz-Baak – Hattingen Mitte 318: – Linden Mitte – Bochum-Dahlhausen | 15 min           |
| 316     | Wanne-Eickel Hbf – Eickel Kirche – Eickel Auf der Wenge – Bochum-Hofstede – Hamme Amtsstr. – Bochum Rathaus – U Bochum Hbf – U Planetarium – Vonovia Ruhrstadion – Harpen – Gerthe Heinrichstr. | 15 min (zur HVZ) |

Es besteht Anschluss an die Buslinien 336, 339 und 354.
| Linie | Verlauf | Takt (Mo–Fr) |
| ----- | --- | ------------ |
| 336   | Dortmund-Lütgendortmund – Brücke Ruhr-Park – Bochum-Harpen – Bochum-Grumme – Planetarium – Bochum Rathaus – Bochum Hbf                                                   | 30 min       |
| 339   | Ruhr-Universität – BO-Querenburg – Markstr. – Wiemelhausen – Lohring – Bochum Hbf – Bochum Rathaus – Planetarium – Grumme – Harpen – Ruhr-Park                           | 30 min       |
| 354   | (Bochum-Riemke, Zillertal – Rensingstraße ) / Keplerweg – Riemke Markt – Planetarium – Bochum Hbf – Oskar-Hoffmann-Str. – Haupteingang Bergmannsheil – Weitmar – Sundern | 30 min       |